# Meridiana-Tunnel (Barcelona)
| Bahnhof Barcelona-Arc de Triomf |                          |                                                 |                                                 |
| Spurweite: | 1668 mm (Iberische Spur) |                                                 |                                                 |
| Stromsystem: | 3000 V =                 |                                                 |                                                 |
| |                          |                                                 |                                                 |
| \| \| \| von Barcelona-Sants \| \| \| \| nach El Clot-Aragó \| \| \| \| Catalunya–Terrassa/Sabadell (Metro del Vallès) \| \| \| \| Barcelona-Catalunya \| \| \| \| Arc de Triomf \| \| \| \| von Barcelona-França \| \| \| \| Barcelona-França–Passeig de Gracia \| \| \| \| nach El Clot-Aragó \| \| \| \| Barcelona-Sants–El Clot-Aragó \| \| \| \| Schnellfahrstrecke Madrid–Barcelona \| \| \| \| La Sagrera \| \| \| \| Sant Andreu Arenal Linienbeginn \| \| \| \| Nordportal Meridiana-Tunnel \| \| \| \| Torre Baró \| \| \| \| nach Latour-de-Carol - Enveitg , nach Tarragona \| |                          |                                                 |                                                 |
| Strecke (im Tunnel) |                          | von Barcelona-Sants                             | von Barcelona-Sants                             |
| Abzweig geradeaus und nach links (im Tunnel) |                          | nach El Clot-Aragó                              | nach El Clot-Aragó                              |
| Kreuzung mit Tunnelstrecke (im Tunnel) |                          | Catalunya–Terrassa/Sabadell (Metro del Vallès)  | Catalunya–Terrassa/Sabadell (Metro del Vallès)  |
| Bahnhof (im Tunnel) |                          | Barcelona-Catalunya                             | Barcelona-Catalunya                             |
| Haltepunkt / Haltestelle (im Tunnel) |                          | Arc de Triomf                                   | Arc de Triomf                                   |
| Abzweig geradeaus und von rechts (im Tunnel) |                          | von Barcelona-França                            | von Barcelona-França                            |
| Kreuzung mit Tunnelstrecke (im Tunnel) |                          | Barcelona-França–Passeig de Gracia              | Barcelona-França–Passeig de Gracia              |
| Abzweig geradeaus und nach rechts (im Tunnel) |                          | nach El Clot-Aragó                              | nach El Clot-Aragó                              |
| Kreuzung mit Tunnelstrecke (im Tunnel) |                          | Barcelona-Sants–El Clot-Aragó                   | Barcelona-Sants–El Clot-Aragó                   |
| Kreuzung mit Tunnelstrecke (im Tunnel) |                          | Schnellfahrstrecke Madrid–Barcelona             | Schnellfahrstrecke Madrid–Barcelona             |
| Haltepunkt / Haltestelle (im Tunnel) |                          | La Sagrera                                      | La Sagrera                                      |
| Bahnhof (im Tunnel) |                          | Sant Andreu Arenal Linienbeginn                 | Sant Andreu Arenal Linienbeginn                 |
| Tunnelende |                          | Nordportal Meridiana-Tunnel                     | Nordportal Meridiana-Tunnel                     |
| Haltepunkt / Haltestelle |                          | Torre Baró                                      | Torre Baró                                      |
| Strecke |                          | nach Latour-de-Carol - Enveitg , nach Tarragona | nach Latour-de-Carol - Enveitg , nach Tarragona |

Der Meridiana-Tunnel ist neben dem Aragó- und Provença-Tunnel einer von drei Eisenbahntunneln (Rodalies) im Stadtzentrum Barcelonas in der autonomen Gemeinschaft Katalonien in Spanien.

## Geschichte
| Eröffnungsdatum | Streckenabschnitt                   |
| --------------- | ----------------------------------- |
| 01. Juli 1932   | Torre Baró–Barcelona-Catalunya      |
| 0 Ende 1977     | Barcelona-Catalunya–Barcelona-Sants |

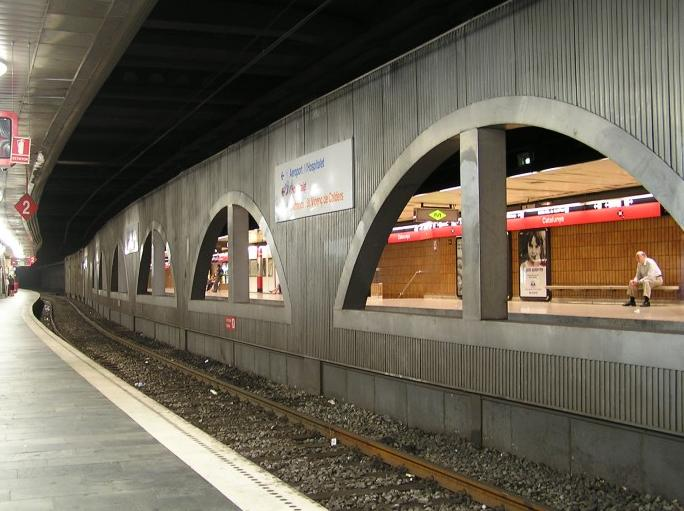
Bahnhof Catalunya, rechts ein Bahnsteig der Metrolinie L1

Im Juni 1926 wurde die erste Metro-Linie Barcelonas – die heutige L1 – eröffnet, die u. a. den zentralen Platz Plaça de Catalunya erschloss. Bereits im Jahr 1863 war die Plaça de Catalunya Endstation der Vorortbahn Metro del Vallès. Mit der Einführung der U-Bahn sollten auch die Bahnstrecken von Manresa und Latour-de-Carol an die Plaça de Catalunya geführt werden, um dort einen zentralen Umsteigepunkt zu errichten.

## Bedienung
Der Abschnitt zwischen den Bahnhöfen Sants und Arc de Triomf ist die südliche Stammstrecke der S-Bahn-ähnlichen Vorortbahnen Rodalies, sie wird durch die Linien R1, R3 und R4 bedient.

## Streckenbeschreibung
Der Meridiana-Tunnel fädelt in Höhe der Carrer de Casanova aus dem Aragó-Tunnel in südöstliche Richtung aus. Ab der Universität Barcelona an der Plaça Universitat liegen die Trassen der Bahnstrecke und der Metrolinie L1 größtenteils parallel. Unter der Carrer de Balmes wird die Metro del Vallès kreuzungsfrei gequert.

### Catalunya
An der zentralen Plaça de Catalunya entstand ein viergleisiger Umsteigebahnhof zwischen den Rodalies und der Metro. Die äußeren Gleise werden durch die Metro, die inneren durch die Rodalies befahren. Ein direkter Übergang zwischen den Zügen ist nicht möglich, da die Regionalzüge an einem Mittelbahnsteig halten, die der Metro an äußeren Seitenbahnsteigen.

### Arc de Triomf
Der Haltepunkt umfasst zwei Seitenbahnsteige. Hinter dem Haltepunkt biegt die Strecke nach Norden ab und verläuft unterhalb der Avinguda Meridiana. Direkt im Anschluss zweigt die Strecke zum Bahnhof El Clot-Aragó ab.

### La Sagrera Meridiana
Der Haltepunkt ist ein wichtiger Umsteigepunkt zwischen den Metrolinien L9 Nord und L10 im Norden Barcelonas.

### Sant Andreu Arenal
Ende des parallelen Streckenabschnittes zwischen der Metro und der Eisenbahn. Kurz vor Torre Baró endet der Tunnelabschnitt.